# Portal da Gafaria
El Portal da Gafaria és un portal de Setúbal de finals del segle xv o inicis del segle xvi, emprat a l'edat mitjana com a local per recollir els leprosos. Encara s'hi manté la següent inscripció a la porta en llatí: "Vanitas, vanitatum et omnia vanitas" (vanitat de les vanitats, tot és vanitat).